# Eadie Was a Lady
Eadie Was a Ladt è un film del 1945 diretto da Arthur Dreifuss

## Trama
Edithea Alden è la rampolla di una ricca famiglia che lavora come ballerina in un night. Quando la primadonna perde il lavoro a causa della perdita di appeal presso il pubblico Edithea decide di sostituirla. Tuttavia questo lavoro le causa parecchie preoccupazioni poiché lo deve tenere nascosto, tanto che alla fine decide di lasciare dedicandosi solo agli studi ed il night, privo di una danzatrice affascinante chiude. Durante uno spettacolo del college cui partecipa viene riconosciuta dal suo ex-datore di lavoro che la prega di tornare, la ragazza accetta ma la notte della riapertura vengono arrestati ed il college decide di espellerla.